# Viktor Georgyevich Kulikov
Viktor Georgyevich Kulikov (tiếng Nga: Виктор Георгиевич Куликов; 5 tháng 7 năm 1921 - 28 tháng 5 năm 2013) là một Nguyên soái Liên Xô. Ông từng giữ chức Tổng tư lệnh liên quân Khối Warszawa từ năm 1977 đến 1989.
Kulikov sinh ra trong một gia đình nông dân và gia nhập Hồng quân năm 1940. Ông đã tham gia Thế chiến thứ hai và được phong danh hiệu Anh hùng Liên Xô.
Kulikov chỉ huy Quân khu Kiev từ 1967-1969 và Cụm binh đoàn Liên Xô tại Đức từ 1969-1971. Từ năm 1971 đến năm 1977, ông giữ chức Tổng tham mưu trưởng Lực lượng vũ trang Liên Xô. Ông được phong quân hàm Nguyên soái Liên Xô vào ngày 14 tháng 1 năm 1977.
Năm 1983, ông được trao Giải thưởng Lenin. Kulikov là thành viên của quốc hội Liên Xô / Nga 1989-2003. Ông đã được trao giải thưởng Cuba cao nhất, Huân chương Playa Girón năm 2006.
Kulikov qua đời sau một căn bệnh kéo dài năm 2013.

## Danh hiệu và giải thưởng
Liên Xô và Nga
- Anh hùng Liên Xô (3/7/1981)
- Huân chương Công trạng cho Tổ quốc;
- Huân chương Quân công
- Huân chương Danh dự (5 tháng 7 năm 2006)
- Bốn Huân chương Lenin (2 tháng 7 năm 1971, 21 tháng 2 năm 1978, 3 tháng 7 năm 1981 và 19 tháng 2 năm 1988)
- Huân chương Cờ đỏ, ba lần (26 tháng 10 năm 1943, 20 tháng 7 năm 1944 và 22 tháng 2 năm 1968)
- Huân chương Chiến tranh ái quốc, hạng 1, ba lần (7 tháng 9 năm 1943, 12 tháng 5 năm 1945 và 6 tháng 4 năm 1985)
- Huân chương Sao đỏ (26 tháng 10 năm 1955)
- Giải thưởng Lenin (1983)

Giải thưởng nước ngoài
- Huân chương Sukhbaatar (Mông Cổ, 1981)
- Huân chương Yêu nước, hạng 1 (Cộng hòa Dân chủ Đức, 1981)
- Huân chương Georgi Dimitrov (Bulgaria, 1984)
- Chữ thập của Chỉ huy với Ngôi sao của Dòng Polonia Restituta (Ba Lan, 1973)
- Huân chương Sao đỏ (Hungary, 1985)

## Lược sử quân hàm

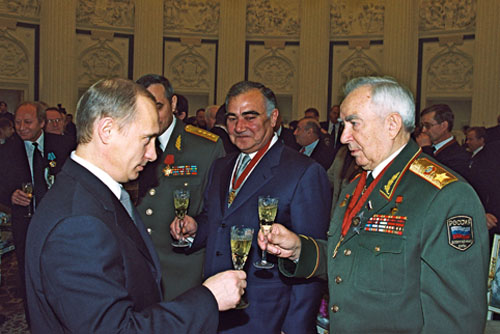
Tổng thống Nga Vladimir Putin và Nguyên soái Liên Xô Viktor Kulikov năm 2005.

- Đại tá (1951)
- Thiếu tướng (1958)
- Trung tướng (1965)
- Thượng tướng (1967)
- Đại tướng (1970)
- Nguyên soái Liên Xô (1977)